# Teliucu Inferior
Teliucu Inferior é uma comuna romena localizada no distrito de Hunedoara, na região histórica da Transilvânia. A comuna possui uma área de  km² e sua população era de 2479 habitantes segundo o censo de 2007.